# 原小卷蛾属
原小卷蛾属（学名：Sillybiphora）是卷蛾科下的一个属。

## 下属物种
本属包括以下物种：
- 庐原小卷蛾 Sillybiphora devia Kuznetzov, 1964